# Lambert le Bègue
Lambert le Bègue (XII wiek) – ksiądz i reformator kościoła. Dokładna data jego urodzenia i śmierci nie jest znana, ale prawdopodobnie urodził się około 1130 roku i zmarł w 1177 roku w Liège, Belgia.

## Życiorys
Jako proboszcz parafii św. Krzysztofa w Liège głosił kazania przeciwko nadużyciom i występkom duchownych katolickich, protestując przeciwko m.in. symonii. Z czasem zgromadził wokół siebie znaczną grupę sympatyków, dla których tłumaczył na język potoczny dzieła religijne takie jak : Żywot Najświętszej Maryi Panny, Dzieje Apostolskie czy Listy św. Pawła. Prawdopodobnie w tym okresie zorganizował stowarzyszenie znane dzisiaj jako Begardzi, którego nazwa może być filologicznie pochodną od francuskiego “błagać” (tj. modlić się), ale prawdopodobnie pochodzi od nazwy bègue (pl. jąkała) nadanej Lambertowi ze względu na wadę wymowy. Miał też jednak przeciwników, zwłaszcza wśród kleru, i to właśnie by ich obalić, napisał obronę swoich teorii, zatytułowaną “Antigraphum Petri”. Jego pisma ujawniają go jako człowieka bardzo uczonego jak na swoje czasy, obfitują one w cytaty nie tylko z Biblii, ale także z Ojców Kościoła (np. Grzegorza I Wielkiego, Augustyna z Hippony czy Bernarda z Clairvaux), a nawet z autorów świeckich: Owidiusza, Wergiliusza czy Cycerona. Oskarżony o herezję, został skazany i uwięziony pomimo swojego odwołania do Stolicy Apostolskiej. Udało mu się zbiec i przeszedł na stronę antypapieża Kaliksta III. Napisał do papieża kilka listów w uzasadnienie swoich doktryn i postępowania, ale nie wiadomo, jaki był skutek tych starań.